# Луодис
Лу́одис (лит. Luodis; устар. Лодза, Лодзи, Лоджай) — озеро на востоке Литвы. Располагается в пределах территории Салакского староства на юге Зарасайского района, по восточному берегу озера проходит граница Дукштского староства Игналинского района. Шестое по площади озеро в стране и четвертое по этому показателю среди озёр полностью располагающихся на территории Литвы. Относится к бассейну реки Швянтойи, которая пересекает восточную оконечность озера.
Озеро имеет сложную форму. Находится на высоте 150,2 м над уровнем моря. Площадь озера составляет 1287,6 га, длина 6,3 км, ширина до 4,4 км. Наибольшая глубина — 18,4 м, средняя глубина — 6,7 м. Береговая линия сильно изрезанная, протяжённость — 28,5 км. Есть 4 острова, общей площадью 17,8 га. На юго-востоке озера узкий залив Плавею-Иланка, вдающийся в сушу на 1,5 км. Площадь водосборного бассейна озера — 113,8 км².
В Луодис впадает в общей сложности 5 водотоков.